# Ensamblaje dirigido de micro y nanoestructuras
El ensamblaje dirigido de micro y nanoestructuras es un método de producción masiva de dispositivos y materiales micro y nanométricos. El ensamblaje dirigido permite controlar con precisión el ensamblaje de micro y nano partículas para formar incluso los dispositivos o materiales más intrincados y altamente funcionales

## Autoensamblaje dirigido
El autoensamblaje dirigido (DSA, por sus siglas en inglés) es un tipo de ensamblaje dirigido que utiliza la morfología de copolímeros en bloque para crear patrones de líneas, espacios y agujeros, lo que facilita un control más preciso de las formas de las características. A continuación, utiliza las interacciones superficiales y la termodinámica de los polímeros para finalizar la formación de las formas finales del patrón. Para controlar las interacciones superficiales que permiten una resolución inferior a 10 nm, un equipo formado por el Instituto Tecnológico de Massachusetts, la Universidad de Chicago y el Laboratorio Nacional de Argonne desarrolló en 2017 una forma de utilizar una capa superior polimérica depositada en fase de vapor sobre la película de copolímero en bloque.
El autoensamblaje dirigido no es un proceso independiente, sino que se integra con los procesos de fabricación tradicionales para producir en masa microestructuras y nanoestructuras a menor coste. El autoensamblaje dirigido se utiliza sobre todo en las industrias de semiconductores y discos duros. La industria de los semiconductores utiliza este método de ensamblaje para poder aumentar la resolución (tratando de meter más compuertas), mientras que la industria de los discos duros utiliza el autoensamblaje dirigido para fabricar "soportes con patrones de bits" de acuerdo con las densidades de almacenamiento especificadas.

## Microestructuras
El ensamblaje dirigido tiene muchas aplicaciones a microescala, desde la ingeniería de tejidos hasta las películas finas de polímeros. En la ingeniería de tejidos, el ensamblaje dirigido ha podido sustituir al método de andamiaje en la construcción de tejidos. Esto se consigue controlando la posición y organización de las distintas células, que son los "bloques de construcción" del tejido, en las distintas microestructuras deseadas. Esto elimina el error de no poder reproducir el mismo tejido, que es un problema importante en el enfoque de andamiaje.

## Nanoestructuras

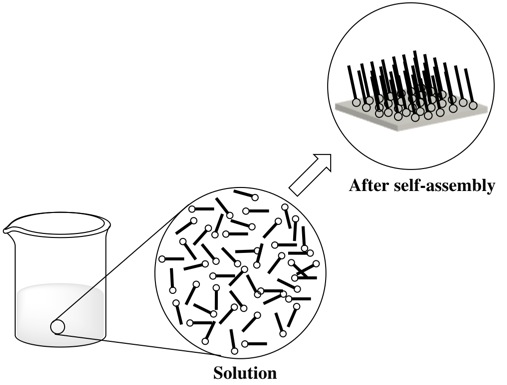
Un ensamblaje dirigido de nanopartículas. Aquí las partículas forman una estructura organizada a partir de un estado inicial desorganizado.

La nanotecnología proporciona métodos para organizar materiales como moléculas, polímeros, bloques de construcción, etc. para formar nanoestructuras precisas que tienen muchas aplicaciones. En el proceso y la aplicación del autoensamblaje de péptidos en nanotubos, los nanotubos de carbono de pared simple son un ejemplo que consiste en una lámina de grafeno envuelta a la perfección en un cilindro. Esto se produce en el flujo exterior de un carbono y el rendimiento por vaporización láser de grafito enriquecido por un metal de transición. La litografía de nanoimpresión es un método popular para fabricar patrones a escala nanométrica. Los patrones se fabrican mediante la deformación mecánica de la resistencia a la impresión (formulación de monómero o polímero) y los procesos subsiguientes. A continuación, se curan mediante calor o luz ultravioleta, y el nivel de resistencia y plantilla se controla en las condiciones adecuadas en función de nuestros objetivos. Además, la litografía de nanoimpresión tiene una alta resolución y rendimiento con un bajo coste. Entre sus desventajas se encuentran el aumento del tiempo necesario para los procedimientos de creación de plantillas, la falta de procedimientos estándar, que da lugar a múltiples métodos de fabricación, y la limitación de los patrones que pueden formarse.
Con el objetivo de mitigar estas desventajas al tiempo que se aplica la nanotecnología a la electrónica, investigadores del Centro de Ciencia e Ingeniería a Nanoescala para la Nanofabricación de Alta Velocidad (CHN) de la Fundación Nacional de la Ciencia de la Universidad Northeastern, con socios de la UMass Lowell y la Universidad de New Hampshire, han desarrollado un proceso de ensamblaje dirigido de redes de nanotubos de carbono de pared simple (SWNT) para crear una plantilla de circuito que pueda transferirse de un sustrato a otro.

## Monocapas autoensambladas sobre sustratos sólidos
Las monocapas autoensambladas (SAM) están formadas por una capa de moléculas orgánicas que se forman de forma natural como un entramado ordenado en la superficie de un sustrato deseado. Sus moléculas en el entramado tienen conexiones químicas en un extremo (grupo de cabeza), mientras que el otro extremo (grupo final) crea la superficie expuesta de la SAM.
Se pueden formar muchos tipos de SAM. Por ejemplo: los tioles forman SAMs sobre oro, plata, cobre o sobre algunos semiconductores compuestos como InP y GaAs. Cambiando el grupo de cola de las moléculas, se pueden obtener diferentes propiedades superficiales; por tanto, las SAM pueden utilizarse para hacer que las superficies sean hidrófobas o hidrófilas, así como para cambiar los estados superficiales de los semiconductores. Con el autoensamblaje, el posicionamiento de las SAM se utiliza para definir el sistema químico con precisión para encontrar la ubicación objetivo en un dispositivo molecular-inorgánico. Con esta característica, las SAM son buenas candidatas para los dispositivos electrónicos moleculares, como el uso de SAM para construir dispositivos electrónicos y circuitos. Por su capacidad para servir de base a dispositivos de almacenamiento de datos de muy alta densidad y alta velocidad.

### Métodos acústicos
El ensamblaje dirigido mediante métodos acústicos manipula las ondas para permitir el ensamblaje no invasivo de microestructuras y nanoestructuras. Por ello, la acústica se utiliza sobre todo en la industria biomédica para manipular gotas, células y otras moléculas.
Un transductor piezoeléctrico controlado desde el generador de impulsos genera ondas acústicas. Estas ondas son capaces de manipular gotas de líquido y moverlas entre sí para formar un conjunto empaquetado. Además, la frecuencia y la amplitud de las ondas pueden modificarse para lograr un control más preciso del comportamiento particular de la gota o célula.

### Métodos ópticos
El ensamblaje dirigido o, más concretamente, el autoensamblaje dirigido, puede producir un patrón de alta resolución (~10 nm) con gran eficacia y compatibilidad. Sin embargo, cuando se utiliza el autoensamblaje dirigido en la fabricación de grandes volúmenes, se debe disponer de una forma de cuantificar el grado de orden de los patrones de líneas/espacios formados por el autoensamblaje dirigido para reducir los defectos.
Los métodos habituales, como la microscopía electrónica de barrido de dimensiones críticas (CD-SEM), para obtener datos para la inspección de la calidad de los patrones requieren demasiado tiempo y mano de obra. Por otro lado, la metrología basada en el dispersómetro óptico es una técnica no invasiva y tiene un rendimiento muy alto debido a su mayor tamaño de punto. De este modo, se obtienen más datos estadísticos que con el microscopio electrónico de barrido, y el procesamiento de los datos también se automatiza con la técnica óptica, lo que la hace más viable que el microscopio electrónico de barrido CD tradicional.

### Métodos magnéticos
El autoensamblaje dirigido por campos magnéticos (MFDSA) permite manipular la dispersión y posterior ensamblaje de nanopartículas magnéticas. Esto se utiliza ampliamente en el desarrollo de materiales avanzados mediante los cuales se dispersan nanopartículas (NPs) inorgánicas en polímeros con el fin de mejorar las propiedades de los materiales.
La técnica del campo magnético permite el ensamblaje de partículas en 3D al realizar el ensamblaje en una suspensión diluida donde el solvente no se evapora. Tampoco necesita usar una plantilla, y el enfoque también mejora la anisotropía magnética a lo largo de la dirección de la cadena.

### Métodos dielectroforéticos
El autoensamblaje dielectroforético dirigido utiliza un campo eléctrico que controla las partículas metálicas, como los nanorods de oro, induciendo un dipolo en las partículas. Variando la polaridad y la intensidad del campo eléctrico, las partículas polarizadas son atraídas hacia regiones positivas o repelidas de regiones negativas donde el campo eléctrico tiene mayor intensidad. Este método de manipulación directa transporta las partículas para colocarlas y orientarlas en una nanoestructura sobre un sustrato receptor.